# Estádio Príncipe Faisal bin Fahd
Estádio Príncipe Faisal bin Fahd é um estádio de futebol situado na cidade de Riad, na Arábia Saudita. é utilizado principalmente para partidas de futebol, tendo como o dono, o Al-Nassr. possiu capacidade para 24.000 espectadores.